# Duckhousiella
Duckhousiella is een muggengeslacht uit de familie van de motmuggen (Psychodidae).

## Soorten
- D. aldrichanus (Dyar, 1926)
- D. corniculata Vaillant, 1973
- D. furcatus (Kincaid, 1899)